# Armah Vaikainah
Armah Vaikainah (* 17. Juni 1995) ist ein liberianischer Fußballspieler.

## Karriere

### Verein
Armah Vaikainah stand von mindestens 2018 bis 2019 beim LISCR FC unter Vertrag. Der Verein aus dem liberianischen Gardnersville spielte in der ersten Liga, der First Division. 2019 wurde er mit dem Klub Vizemeister und gewann den Liberian FA Cup. Im Endspiel besiegte man den Barrack Young Controllers FC mit 2:0. Mitte 2020 wechselte er nach Thailand. Hier unterschrieb er einen Vertrag bei Customs United. Mit dem Verein aus der thailändischen Hauptstadt Bangkok spielt er in der zweiten Liga, der Thai League 2. Sein Zweitligadebüt in Thailand gab er am 13. September 2020 im Spiel gegen Nakhon Pathom United FC. Hier stand er in der Anfangsformation und stand das komplette Spiel auf dem Spielfeld. Für die Customs absolvierte er neun Zweitligaspiele und schoss dabei ein Tor. Ende 2020 wurde sein Vertrag nicht verlängert. Von Januar 2021 bis November 2022 war er vertrags- und vereinslos. Am 18. November 2022 wurde er vom maltesischen Erstligisten FC Sirens unter Vertrag genommen. Für den Klub aus San Pawl il-Baħar bestritt er 14 Erstligaspiele. Der ebenfalls in der ersten Liga spielende FC Marsaxlokk verpflichtete ihn im Juli 2023.

### Nationalmannschaft
Armah Vaikainah spielt seit 2019 in der liberianischen Nationalmannschaft. Sein Länderspieldebüt gab er am 30. September 2019 in einem Freundschaftsspiel gegen Botswana.

## Erfolge
LISCR FC
- Liberianischer Vizemeister: 2019 (Vizemeister)
- Liberianischer Pokalsieger: 2019